# جشنواره بین‌المللی فیلم سان فرانسیسکو
جشنواره بین‌المللی فیلم سانفرانسیسکو (به انگلیسی: San Francisco International Film Festival) (به اختصارSFIFF) یک جشنواره سالانه فیلم است که توسط انجمن فیلمسازان فرانسیسکو به مدت دو هفته برگزار می‌شود. در این فستیوال حدود ۲۰۰ فیلم از بیش از ۵۰ کشور ارائه می‌شود. این جشنواره نقش مهمی در معرفی فیلم‌های خارجی، نظیر سریر خون آکیرا کوروساوا و پاترپانچالی ساتیا جیت رای، به جامعه آمریکا داشته‌است.